# Шиба (село)
Шиба, Шибе (алт. Шибее— «крепость») — село в Онгудайском районе Республики Алтай России. Входит в Теньгинское сельское поселение.

## География
Расположено в горно-степной зоне центральной части Республики Алтай и находится у реки Урсул.
Уличная сеть состоит из трёх географических объектов: ул. Новая, ул. Трактовая, ул. Школьная

## Население
| 2010 | 2011 | 2012 | 2013 | 2014 | 2015 |
| ---- | ---- | ---- | ---- | ---- | ---- |
| 329  | ↘328 | ↘325 | ↘315 | ↗318 | ↗320 |
| 2016 |      |      |      |      |      |
| ↘301 |      |      |      |      |      |

Национальный состав
Согласно результатам переписи 2002 года, в национальной структуре населения алтайцы составляли 95 % от общей численности населения в 425 жителей

## Инфраструктура
Личное подсобное хозяйство. Животноводство.

## Транспорт
Находится на автодороге регионального значения «Ябоган — Туекта» (идентификационный номер 84К-132) (Постановление Правительства Республики Алтай от 12.04.2018 N 107 «Об утверждении Перечня автомобильных дорог общего пользования регионального значения Республики Алтай и признании утратившими силу некоторых постановлений Правительства Республики Алтай»).
Просёлочные дороги.